# Margherita Confalonieri Belgiojoso
Margherita Confalonieri (Milano, 27 aprile 1887 – Milano, 13 novembre 1957) è stata una pittrice italiana.

## Biografia
Nata da Eugenio Confalonieri e da Giuseppina Cornaggia Medici in una famiglia appartenente all'aristocrazia storica milanese, iniziò a dipingere assai precocemente, dimostrando tanto impegno e talento che la famiglia decise di far proseguire questa sua attività sotto la guida di un maestro celebre in quegli anni come ritrattista, il pittore Amero Cagnoni (1853-1907).
Opere ad acquerello di Margherita Confalonieri vennero presentate nella esposizione Pro emigratis svoltasi nella primavera del 1903 alla Villa Reale di Monza e furono premiate con diploma di 1º Grado. Nel 1905 altre sue opere ad olio vennero presentate alla Esposizione di primavera della Permanente di Milano.
Nel 1909 sposò Alberico Barbiano di Belgiojoso. Dal matrimonio nacquero sei figli. Nonostante gli accresciuti impegni familiari, Margherita continuò a dipingere.
e sue opere più impegnative furono l'Angelo Tutelare realizzato per la cappella della Casa alpina Pio X di Val Biandino (Valtellina) e la Pietà per la cappella dell'Istituto Nazionale dei Tumori di Milano.
Uno dei suoi figli, Lodovico, fu architetto di fama internazionale. Durante la seconda guerra mondiale venne deportato a Mauthausen dai tedeschi.
Margherita Confalonieri di Belgiojoso morì nella sua casa di Milano il 13 novembre 1957 dopo una lunga malattia.